# Батюшин, Юрий Валентинович
Ю́рий Валенти́нович Батю́шин (укр. Юрій Валентинович Батюшин; род. 7 декабря 1992, Алчевск, Луганская область) — украинский футболист, полузащитник.

## Игровая карьера
Юрий Батюшин родился 7 декабря 1992 года в Алчевске. С шестилетнего возраста занимался в футбольной школе «Стали». Первые тренеры — Николай Семёнович Коцюбинский и Вячеслав Максимович Францев. В ДЮФЛУ в футболке сталеваров сыграл 78 матчей, отличился 9-ю голами. С 2008 по 2011 годы выступал за «Сталь-2» в чемпионате Луганской области. В футболке первой команды клуба дебютировал 24 июля 2011 года в матче «Сталь» — ФК «Одесса» (2:1), выйдя на поле на 90-й минуте вместо Антона Поступаленко. Дебютным голом в футболке сталеваров отличился 29 октября 2011 в матче «Сталь» — ФК «Львов» (2:0). Уже в сезоне 2012/13, по словам Артур Валерко, обозревателя портала Football.ua, Батюшин «стал неотъемлемой частью главной команды. По ходу сезона, особо после травмы Коллинза, … возложил на себя очень серьёзную роль в центре поля. Успел проявить и свой отличный удар, забив 7 мячей, большинство из которых — с игры». В сезоне 2014/15 годов получил тяжёлую травму из-за чего не появлялся на поле практически 11 месяцев. В течение своего пребывания в алчевской команде в первой лиге чемпионата Украины сыграл 84 матча и отметился 13-ю голами, ещё 4 матча сыграл в Кубке Украины.
После расформирования «Стали» в конце апреля 2015 заключил контракт с МФК «Николаев». В футболке «корабелов» дебютировал 25 апреля 2015 в ничейном (3:3) домашнем поединке 23-го тура первой лиги чемпионата Украины против «Сум». Юрий вышел на поле в стартовом составе, а на 29-й минуте его заменил Андрей Бурдиян. Дебютным голом в футболке николаевского клуба отличился 23 мая 2015 на 90-й минуте проигранного (2:4) домашнего матча 28-го тура первой лиги против ФК «Полтавы». Батюшин вышел на поле на 75-й минуте, заменив Валерия Рогозинского. 10 ноября 2015 попал в символическую сборную 16-го тура первой лиги по версии интернет-портала UA-Футбол на позиции центральный полузащитник. Обозреватель назвал Батюшина «мозговым центром николаевской команды». Во время летнего межсезонья 2016 года, по словам главного тренера корабелов Руслана Забранского, к Батюшину проявляли интерес «Ильичёвец» и «Гелиос», но в итоге полузащитник остался в «Николаеве». В следующем сезоне 2016/17 сыграл в составе «Николаева» в полуфинале Кубка Украины.
С лета 2017 года три с половиной сезона выступал за «Горняк-Спорт».
В начале 2021 года перешёл в «Металлист 1925», с которым поднялся из первой лиги в высший дивизион. Дебютный матч в элите сыграл 25 июля 2021 года против клуба «Рух» Винники. Всего в осенней части сезона 2021/22 сыграл 15 матчей и забил 3 гола в высшей лиге.
В августе 2022 года перешёл в клуб чемпионата Грузии «Дила» (Гори).

## Достижения
- Серебряный призёр Первой лиги Украины: 2012/13
- Бронзовый призёр Первой лиги Украины: 2013/14, 2020/21